# Mica
|  | No s'ha de confondre amb Mika. |

Mica és el nom emprat per tal de referir-se a un gran grup de fil·losilicats que poden exfoliar-se en fines capes. El grup inclou els minerals classificats com a miques vertaderes (moscovita, paragonita, efesita…) i les miques fràgils (margarita, clintonita…). Una altra divisió del grup és la que diferencia entre miques dioctaèdriques i miques trioctaèdriques. Les miques figuren entre els minerals més abundants de la natura. En total constitueixen aproximadament 3,8% del pes de l'escorça terrestre, trobant-se, fonamentalment en roques intrusives àcides i esquists micacis cristal·lins.
Es troba a la natura juntament amb altres minerals (quars, feldespat) formant vetes dins de roques generalment dures. Cal fer voladures de les roques per després eliminar els minerals estranys i obtenir així l'anomenada mica en brut. El rendiment d'aquesta explotació és molt baix. Normalment es xifra en un 1% a un 2%, i rarament s'arriba al 10%. La mica en brut és posteriorment exfoliada, retallada i exfoliada novament per passar a ser classificada d'acord amb la mida dels quadrats obtinguts. Posteriorment, és classificada de nou atenent a la transparència, contingut de minerals estranys, lisura de la superfície, etc.
Les miques s'utilitzen en productes com a panells de guix, pintures, massilles, especialment en peces per a automòbils, teulades i teules, així com en electrònica. El mineral s'utilitza en cosmètica i alimentació per afegir "lluentor" o "gebre".

## Etimologia
El terme és emprat en el sentit mineralògic probablement des de 1706 i era originalment «smicka», del llatí micare, en al·lusió a l'aparença del material.

## Característiques
Les miques són uns silicats complexos d'alumini, ferro, calci, magnesi i d'altres elements, en diferents proporcions segons l'espècie. Hi ha miques de color negre, les més conegudes i anomenades biotita, blanques, verdes, liles i d'altres colors. Totes elles es caracteritzen per una exfoliació fàcil en làmines flexibles, elàstiques, fines i brillants. Cristal·litzen en el sistema monoclínic.
Químicament, les miques poden tenir la fórmula general:
X₂Y4–6Z₈O20(OH,F)₄
en la qual:
X és K, Na o Ca, o menys comunament Rb, Cs o Ba;
Y és Al, Mg, o Fe, o menys comunament Mn, Cr, Ti, Li, etc.;
Z és principalment Si o Al, però també pot incloure Fe3+ o Ti.
Estructuralment, les miques poden ser classificats com dioctaèdriques (Y = 4) i trioctaèdriques (Y = 6). Si l'ió X és K o Na, la mica és una mica comú, mentre que si l'ió X és Ca, la mica es classifica com una mica fràgil.

## Formació i jaciments
La mica es troba àmpliament distribuïda i es troba en roques ígnies, metamòrfiques i sedimentàries. S'extreuen grans cristalls de mica de pegmatites granítiques per a diverses aplicacions.
Fins al segle xix, els cristalls grans de mica eren bastant rars i cars a la vegada, com a resultat del limitat abastiment a Europa. No obstant això, el seu preu es va reduir dràsticament quan van ser trobades i extrets grans reserves a l'Àfrica i l'Amèrica del Sud a començaments de segle. El cristall més gran documentat de mica (flogopita) va ser trobat a la mina Lacey, Ontario (Canadà), el qual mesura 10 × 4,3 × 4,3 m i pesa al voltant de 330 tones. També es van trobar cristalls de mida similar a Carèlia, Rússia.

### La hipòtesi de la vida entre les capes de mica
Segons una hipòtesi, desenvolupada per Helen Hansma de la Universitat de Califòrnia, Santa Bàrbara, la vida podria haver-se originat entre les exfoliacions de la mica. Segons aquesta hipòtesi els compartiments estructurats que forma la mica podrien haver aixoplugat molècules que serien les que haurien originat les cèl·lules.

### Miques com a minerals formadors de roques
Les miques són minerals que poden trobar-se de manera molt abundant en diferents tipus de roca; les següents roques contenen, per definició, diferents tipus de mica: esmeraldita (és un tipus de quarsolita); arizonita (un tipus de granitoide); granit moscovític; granit de moscovita i biotita; luxulianita (un tipus de granit porfíric); kentalllenita (un tipus de monzonita); borengita (una roca ultrapotàssica); pegmatites riques en mica; argila rica en il·lita; eclogita de cianita-paragonita; fil·lita de moscovita-clorita rica en calcita; corneanes de moscovita-biotita; esquists amb predominància de miques i roques metasomàtiques com greisens, beresites o listvenites. A més d'aquestes, les miques poden trobar-se en moltes roques ígnies, metamòrfiques o sedimentàries en quantitats més o menys abundants.

## Aplicacions
Les particulars característiques d'elasticitat, flexibilitat i resistència a la calor i a l'aigua de les làmines fan que constitueixin un preciós material per a la indústria a causa de les seves propietats com aïllants elèctrics i tèrmics. La mica s'utilitza en aplicacions d'alta responsabilitat com a aïllament de màquines de alta tensió i gran potència, turbogeneradors, motors elèctrics, i alguns tipus de condensadors. Com que la mica manté les seves propietats elèctriques quan s'escalfa fins a diversos centenars de graus, se'l considera un material de la classe tèrmica alta (classe C segons les normes). A temperatures molt altes, la mica perd l'aigua que conté i perd transparència, el gruix augmenta i les propietats mecàniques i elèctriques empitjoren. La temperatura a la qual la mica comença a perdre l'aigua oscil·la entre 500-600 °C per a la mica flogopita i 800-900 °C a la mica moscovita. La mica només fon a 1145-1400 °C.

### Propietats útils
El valor de la mica es basa en les seves propietats físiques úniques: l'estructura cristal·lina de la mica forma capes que poden dividir-se o delaminar-se en fines làmines que solen causar foliació a les roques. Aquestes làmines són químicament inerts, dielèctriques, elàstiques, flexibles, hidròfiles, aïllants, lleugeres, platinoses, reflectants, refractives, elàstiques, i varien en opacitat de transparent a opac. La mica és estable davant de l'electricitat, la llum, la humitat i les temperatures extremes. Té propietats elèctriques superiors com a aïllant i com a dielèctric, i pot suportar un camp electroestàtic mentre dissipa un mínim d'energia en forma de calor; es pot dividir molt prima (0,025 a 0,125 mil·límetres o més prima), mantenint les seves propietats elèctriques, té una ruptura dielèctrica alta, és tèrmicament estable a 500 °C, i és resistent a descàrrega corona. La moscovita, la principal mica utilitzada per la indústria elèctrica, s'empra en condensadors ideals per a alta freqüència i radiofreqüència. La mica flogopita roman estable a temperatures més elevades (fins a 900 °C) i s'utilitza en aplicacions en què cal una combinació d'estabilitat a altes temperatures i propietats elèctriques. La moscovita i la flogopita es fan servir en forma de làmines i mòltes.

### Mica mòlta
El principal ús de la mica mòlta en sec als EUA és en el compost de juntes per omplir i donar acabat a les juntes i imperfeccions dels panells de guix (panells de guix). La mica actua com a farciment i estenedor, proporciona una consistència suau, millora la treballabilitat del compost i proporciona resistència a l'esquerdament. El 2008, el compost per a juntes va representar el 54% del consum de mica mòlta seca. En la indústria de la pintura, la mica mòlta s'utilitza com a pigment estenedor que també facilita la suspensió, redueix el caleu, evita la contracció i el cisallament de la pel·lícula de pintura, augmenta la resistència de la pel·lícula de pintura a la penetració de l'aigua i la intempèrie i aclareix el to dels pigments acolorits. La mica també afavoreix l'adherència de la pintura en formulacions aquoses i oleoresinoses. El consum de mica mòlta en sec en pintura, el segon ús en importància, va representar el 22% de la mica mòlta en sec utilitzada el 2008.
La mica mòlta s'utilitza en la indústria de perforació de pous com a additiu per a fluids de perforació. Els flocs de mica mòlta gruixuda ajuden a evitar la pèrdua de circulació segellant les seccions poroses del pou de perforació. Els fangs de perforació de pous van representar el 15% de l'ús de mica mòlta en sec el 2008. La indústria del plàstic utilitza la mica mòlta en sec com a diluent i farcit, especialment en peces per a automòbils com a aïllament lleuger per suprimir el so i les vibracions. La mica s'utilitza en fàscia i fenders de plàstic per a automòbils com a material de reforç, proporcionant propietats mecàniques millorades i major estabilitat dimensional, rigidesa i resistència. Els plàstics reforçats amb mica també tenen estabilitat dimensional a altes temperatures, menor alabeig i les millors propietats superficials de qualsevol compost plàstic farcit. El 2008, el consum de mica mòlta en sec en aplicacions plàstiques va representar el 2% del mercat. La indústria del cautxú utilitza la mica mòlta com a farciment inert i compost desemmotllant en la fabricació de productes de cautxú emmotllats, com pneumàtics i cobertes. La seva textura platinosa actua com a agent antibloqueig i antiadherent. El lubricant per a motlles de cautxú va representar l'1,5% de la mica mòlta en sec utilitzada el 2008. Com a additiu del cautxú, la mica redueix la permeació de gas i millora l'elasticitat.
La mica mòlta en sec s'utilitza en la producció de teulades enrotllades i asfalt, on serveix com a revestiment superficial per evitar que s'enganxin les superfícies adjacents. El revestiment no és absorbit per les teulades acabades de fabricar perquè l'estructura laminar de la mica no es veu afectada per l'àcid de l'asfalt ni per les condicions meteorològiques. La mica s'utilitza en revestiments decoratius sobre paper pintat, formigó, estuc i superfícies de rajoles. També s'utilitza com a ingredient en revestiments de fundent en varetes de soldadura, en alguns greixos especials i com a revestiment per a compostos de desemmotllament, agents de refrentat i rentats de motlles en aplicacions de fosa. La mica flogopita mòlta en sec s'utilitza en folres de frens i discos d'embragatge d'automòbils per reduir el soroll i les vibracions (amiant substitut); com a aïllant fonoabsorbent per a revestiments i sistemes de polímers; en additius de reforç per a polímers per augmentar la resistència i la rigidesa i millorar l'estabilitat a la calor, els productes químics i la radiació ultraviolada (UV); en escuts tèrmics i aïllament tèrmic; en additius de revestiments industrials per disminuir la permeabilitat de la humitat i els hidrocarburs; i en formulacions de polímers polars per augmentar la resistència d'epoxi, nilons i polièsters.

### Pintures i cosmètics
La mica mòlta en humit, que conserva la brillantor de les seves cares de clivatge, s'utilitza principalment en pintures nacarades en la indústria de l'automòbil. Molts pigments d'aspecte metàl·lic es componen d'un substrat de mica recobert amb un altre mineral, normalment diòxid de titani (TiO2). El pigment resultant produeix un color reflector que depèn del gruix del recobriment. Aquests productes es fan servir per fabricar pintura per a automòbils, envasos de plàstic brillants, tintes d'alta qualitat utilitzades en publicitat i aplicacions de seguretat. En la indústria cosmètica, les seves propietats reflectants i refractives fan de la mica un ingredient important en pinzells, perfilador d'ulls, ombra d'ulls, fundació, purpurina per a cabells i cos, barra de llavis, brillantor de llavis, màscara de pestanyes, locions hidratants i esmalt d'ungles. Algunes marques de pasta de dents inclouen mica blanca en pols. Actua com un abrasiu suau que ajuda a polir la superfície de les dents i afegeix una brillantor cosmètica a la pasta. La mica s'afegeix als globus de làtex per proporcionar una superfície brillant acolorida.

### Mica per a muntatge

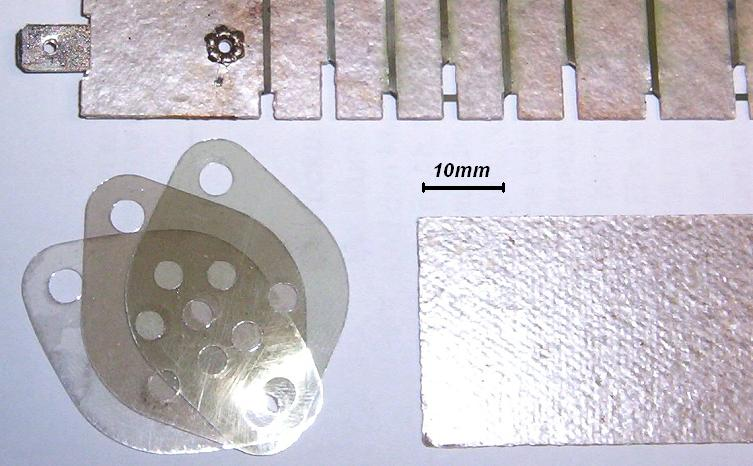
Micanita o mica per a muntatge aïllat de transistors (a dalt, dreta) i discos de mica

Els desdoblaments de moscovita i flogopita poden fabricar-se en diversos productes de mica incorporada, també coneguts com a micanita. La mica reconstituïda, que es fabrica mitjançant la col·locació mecanitzada o manual de capes superposades de fragments i capes alternes d'aglutinants i fragments, s'utilitza principalment com a material d'aïllament elèctric. L'aïllament de mica s'utilitza en cables elèctrics d'alta temperatura i resistents al foc en plantes d'alumini, alts forns, circuits de cablejat crítics (per exemple, sistemes de defensa, sistemes d'alarma contra incendis i de seguretat, i sistemes de vigilància), escalfadors i calderes, forn de fusta, foses de metall, i tancs i cablejat de forns. Els fils i cables aïllats amb mica per a altes temperatures poden funcionar fins a 15 minuts amb alumini, vidre i acer fosos. Els productes principals són materials d'unió, plaques flexibles, escalfadors, motlles i segments, paper de mica i cinta adhesiva.
La placa flexible s'utilitza en induïts de motors i generadors elèctrics, aïllament de bobines de camp i aïllament de nuclis d'imants i commutadors. El consum de mica en plaques flexibles va ser d'unes 21 tones el 2008 als Estats Units. La placa calefactora es fa servir quan cal aïllament a alta temperatura. La placa d'emmotllament és una làmina de mica de la qual es tallen i estampen anells a V per aïllar els segments de coure dels extrems de l'eix d'acer d'un commutador. La placa d'emmotllament també es fabrica en tubs i anells per a l'aïllament d'induïts, arrencadors de motor i transformadors. La placa de segments actua com a aïllant entre els segments de coure del commutador dels motors i generadors universals de corrent continu. Es prefereix la mica incorporada de flogopita perquè es desgasta al mateix ritme que els segments de coure. Tot i que la muscovita té més resistència al desgast, provoca crestes irregulars que poden interferir en el funcionament d'un motor o generador. El consum de placa de segment va ser d'unes 149 t el 2008 als EUA. Alguns tipus de mica incorporada tenen els segments adherits reforçats amb tela, vidre, lli, mussolina, plàstic, seda o paper especial. Aquests productes són molt flexibles i es fabriquen en fulles amples i contínues que s'envien, enrotllen o tallen a cintes o cintes, o es retallen a les dimensions especificades. Els productes de mica incorporada també poden estar ondulats o reforçats per capes múltiples. El 2008, es van consumir als EUA unes 351 t de mica incorporada, principalment per a plaques d'emmotllament (19%) i plaques de segment (42%).

### Full de mica

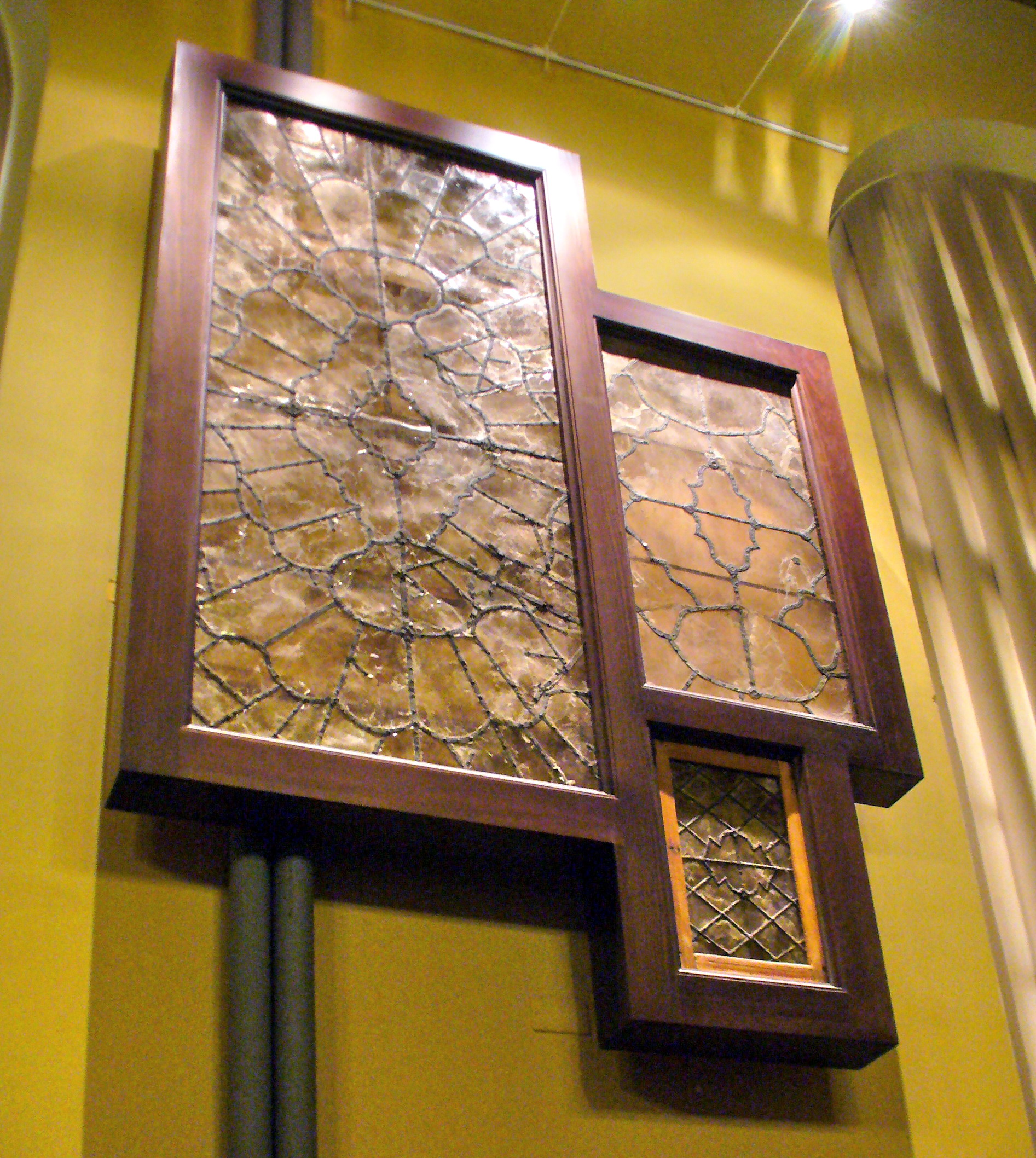
Finestres de moscovita

La mica en làmines de grau tècnic s'utilitza en components elèctrics, electrònics, en microscòpia de força atòmica i com a làmines per a finestres. Altres usos inclouen diafragmes per a equips de respiració d'oxigen, dials marcadors per a brúixoles de navegació, filtres òptics, piròmetres, reguladors tèrmics, finestres d'estufes i escalfadors de querosè, cobertes d'obertures de radiació per a forns microones i elements d'escalfadors micatèrmics. La mica és birrefringent birefringent, per la qual cosa se sol utilitzar per fabricar plaques de cambra d'ona i plaques de mitja ona. Les aplicacions especialitzades de la mica en làmines es troben en components aeroespacials de sistemes de míssils llançats des de l'aire, terra i mar, dispositius làser, electrònica mèdica i sistemes de radar. La mica és mecànicament estable en làmines micromètriques relativament transparents a la radiació (com les partícules alfa) i impermeable a la majoria dels gasos. Per això, s'utilitza com a finestra en detectors de radiació com els tubs Geiger-Müller.
El 2008, les làmines de mica representaven la major part de la indústria de làmines de mica als Estats Units. El consum de fragments de moscovita i flogopita va ser d'unes 308 tones el 2008. Els fragments de moscovita procedents de l'Índia van representar pràcticament tot el consum nord-americà. La resta es va importar principalment de Madagascar.
Els petits trossos quadrats de làmines de mica també s'utilitzen a la cerimònia tradicional japonesa Kōdō per cremar encens: Es col·loca un tros de carbó encès dins d'un con fet de cendra blanca. La fulla de mica es col·loca a sobre, actuant com a separador entre la font de calor i l'encens, per escampar la fragància sense cremar-la.

#### Elèctrica i electrònica

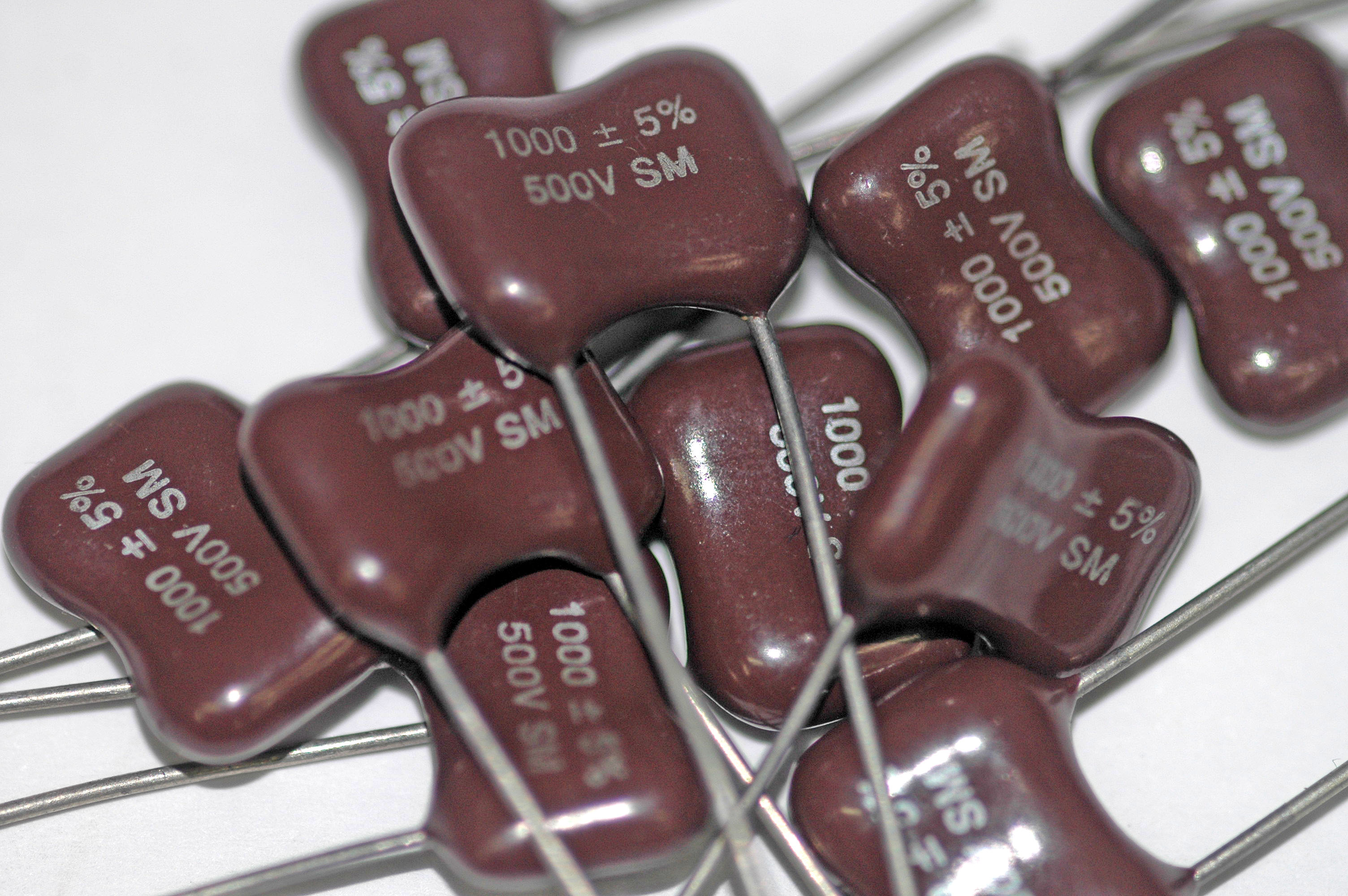
Condensadors de mica platejada

La mica en làmines s'utilitza principalment a les indústries electrònica i elèctrica. La seva utilitat en aquestes aplicacions es deriva de les propietats elèctriques i tèrmiques úniques i de les propietats mecàniques, que permeten tallar-la, perforar-la, estampar-la i mecanitzar-la amb toleràncies estretes. En concret, la mica té la particularitat de ser un bon aïllant elèctric i, alhora, un bon conductor tèrmic. El principal ús de la mica en bloc és com a aïllant elèctric en equips electrònics. La mica en bloc d'alta qualitat s'utilitza per revestir els vidres de les calderes de vapor d'alta pressió per la flexibilitat, transparència i resistència a la calor i als atacs químics. Com a dielèctric en capacitors només s'utilitza la mica muscovita en pel·lícula d'alta qualitat, anomenada també mica robí de l'Índia o mica muscovita robí. La pel·lícula de mica de major qualitat s'utilitza per fabricar capacitors per a patrons de calibratge. La qualitat immediatament inferior s'utilitza a capacitors de transmissió. Els capacitors receptors fan servir un grau lleugerament inferior de moscovita d'alta qualitat.
Les làmines de mica s'utilitzen per proporcionar estructura al fil calefactor (com a Kanthal o Nicrom) en elements calefactors i poden suportar fins a 900°C.
Les làmpades d'autoencesa d'un sol casquet estan aïllades amb un disc de mica i contingudes en un tub de vidre de borosilicat de descàrrega de gas (tub d'arc) i un casquet metàl·lic. Inclouen la làmpada de vapor de sodi que és la làmpada de descàrrega de gas a l'enllumenat públic.

#### Microscòpia de força atòmica
Un altre ús de la mica és com substrat en la producció de superfícies ultraplanes de pel·lícula fina, per exemple, superfícies d'or. Encara que la superfície de la pel·lícula dipositada segueix sent rugosa a causa de la cinètica de deposició, la cara posterior de la pel·lícula a la interfície mica-pel·lícula és ultraplana una vegada que la pel·lícula es retira del substrat. Les superfícies de mica acabades de raspar s'han utilitzat com a substrats nets per a imatges en microscòpia de força atòmica, permetent, per exemple, l'obtenció d'imatges de pel·lícules de bismut, glicoproteïnes plasmàtiques, membrana bicapa, i molècules d'ADN.

#### Mirilles
En calderes, llanternes, estufes i escalfadors de querosè s'utilitzaven fines làmines transparents de mica com espiells, ja que eren menys propenses a trencar-se que el vidre quan s'exposaven a gradients extrems de temperatura. També es van instal·lar espiells d'aquest tipus en carruatges tirats per cavalls i en cotxes de principis del segle xx, que es denominaven cortines de isinglass (vegeu l'obra musical de 1943 Oklahoma).

## Minerals del grup
Els minerals que componen aquest grup són: aluminoceladonita, anandita, aspidolita, biotita, bityita, boromoscovita, celadonita, chernykhita, cromoceladonita, cromofil·lita, clintonita, efesita, ferroaluminoceladonita, ferroceladonita, ferrokinoshitalita, flogopita, ganterita, glauconita, hendricksita, il·lita, kinoshitalita, lepidolita, luanshiweiïta-2M1, margarita, masutomilita, montdorita, moscovita, nanpingita, norrishita, oxikinoshitalita, oxiflogopita, fengita, polilitionita, preiswerkita, roscoelita, xirokxinita, shirozulita, siderofil·lita, sokolovaïta, suhailita, tainiolita, tetraferriflogopita, tobelita, trilitionita, voloshinita, yangzhumingita i zinnwaldita.

## Substituts
Alguns agregats lleugers, com diatomita, perlita i vermiculita, poden substituir-se per mica mòlta quan s'usen com a farcit. La fluoroflogopita sintètica mòlta, una mica rica en fluor, pot reemplaçar la mica mòlta natural per a usos que requereixen propietats tèrmiques i elèctriques de la mica. Molts materials poden substituir la mica en nombrosos usos elèctrics, electrònics i d'aïllament. Els substituts inclouen polímer d'acrilat, acetat de cel·lulosa, fibra de vidre, paper de peix, niló, fenòlics, policarbonat polièster, estirè, vinil-PVC i fibra vulcanitzada. El paper de mica fet de ferralla de mica es pot substituir per làmines de mica en aplicacions elèctriques i aïllament.